# Stare de conservare
Starea de conservare a unei specii este un indicator al probabilității ca specia respectivă să continue să supraviețuiască în prezent sau în viitor. Există mulți factori care sunt luați în considerare când se acordă o stare de conservare unei specii: nu contează doar numărul total al indivizilor speciei care trăiesc, ci și creșterile și descreșterile populației de-a lungul timpului, rata de succes a reproducerii, amenințările cunoscute și altele. Sub egida UICN se realizează listele roșii sau cărți roșii de plante și animale (care semnalează, pentru fiecare țară sau regiune, speciile periclitate, vulnerabile sau rare).
Cel mai cunoscut sistem de clasificare în stări de conservare din lume este Lista Roșie a IUCN. Conform lui stările de conservare sunt:
- „Extinct” (EX) – nu există niciun dubiu rezonabil că ultimul specimen a murit.
- „Extinct in the Wild” (EW) – se cunoaște că a supraviețuit doar în captivitate, sau în populații naturalizate înafara arealului său de răspândire.
- „Critically Endangered” (CR) – risc extrem de mare de dispariție în sălbăticie.
- „Endangered” (EN) – risc foarte mare de dispariție în sălbăticie.
- „Vulnerable” (VU) – risc înalt de periclitare în sălbăticie.
- „Near Threatened” (NT) – probabil să devină pe cale de dispariție în viitorul apropiat.
- „Least Concern” (LC) – risc scăzut. Nu se califică pentru o categorie de risc mai ridicat. Taxonii de o scară largă și în abundență sunt incluși în această categorie.
- „Data Deficient” (DD) – nu sunt suficiente date pentru a face o evaluare a riscului său de dispariție.
- „Not Evaluated” (NE) – nu a fost evaluat încă în baza criteriilor.